# Бубличенко, Николай Лазаревич
Николай Лазаревич Бубличенко (9 октября 1899, Харьков, Российская империя — 2 июля 1990, Ленинград, РСФСР, СССР) — советский геолог, доктор геолого-минералогических наук, профессор (1940), член-корреспондент АН Казахской ССР (1958), заслуженный деятель науки Казахской ССР (1961).

## Биография
Родился в семье медика Л. И. Бубличенко. В 1924 году окончил Ленинградский горный институт. Работал геологом на Алтае, в Каратау и на Балхаше. С 1939 по 1950 год — главный сотрудник сектора геологии АН Казахской ССР, в 1951—1969 годах — главный научный сотрудник, заведующий лабораторией, заместитель директора Алтайского горно-металлургического научно-исследовательского института города Усть-Каменогорск. В 1963—1973 год — научный руководитель Алтайского отдела Института геологии Казахстана; с 1973 по 1982 год — научный сотрудник и советник этого же института.
Основные научные труды по стратиграфии и палеонтологии палеозоя. Первым доказал наличие на территории Казахстана отложений нижне-верхнего девона, а на Кузбассе — верхнего силура.
Награждён орденом Отечественной войны 2-й степени.
Похоронен на Смоленском православном кладбище Санкт-Петербурга.

## Сочинения
- Брахноноды нижнего карбона Рудного Алтая (тарханская свита), А.- А., 1971.
- Принципы и методы прогнозирования медно-колчеданного полиметаллического оруденения, М., 1972.
- Брахноподы среднего и верхнего девона Рудного Алтая, А.-А., 1974.
- Геологическая изученность СССР, М., 1983.